# Visconde de São Caetano
Visconde de São Caetano é um título nobiliárquico criado por D. Luís I de Portugal, por Decreto de 20 de Novembro de 1882, em favor de Eugénia Nunes Viseu.
Titulares
1. Eugénia Nunes Viseu, 1.ª Viscondessa de São Caetano.